# Haemoproteus sittae
Espèce
Haemoproteus sittae est une espèce d'apicomplexés de la famille des Haemoproteidae. Il est difficile à distinguer d'Haemoproteus dolniki. Décrit chez la Sittelle à poitrine blanche (Sitta carolinensis) d'Amérique du Nord, on le trouve aussi chez la Sittelle torchepot (S. europaea) d'Eurasie.